# Гоголадзе, Лери Давидович
Ле́ри Дави́дович Гогола́дзе (1 апреля 1938, Тбилиси) — советский ватерполист, вратарь, серебряный призёр Олимпийских игр. Мастер спорта СССР международного класса. Доктор физико-математических наук (1984).

## Биография
На Олимпийских играх 1960 года в составе сборной СССР выиграл серебряную медаль. На турнире Гоголадзе провёл 3 матча.
Выпускник Тбилисского государственного университета.

## Награды
- Орден «Знак Почёта» (16.09.1960) — за успешные выступления в XVII летних и VIII зимних Олимпийских играх 1960 года, а также за выдающиеся спортивные достижения[3]
- Орден Чести (1998)[4]